# Jackass 3D
Jackass 3D is de derde bioscoopfilm van de serie Jackass. De film werd op 15 oktober 2010 uitgebracht in Amerika en op 28 oktober in Nederland. Deze film is in de bioscopen in 3D uitgebracht.
De film werd, net als de twee voorgangers, geregisseerd door Jeff Tremaine. Alle bekenden uit de eerdere films (Johnny Knoxville, Bam Margera, Steve-O, Chris Pontius, Ryan Dunn, Jason Acuña, alias Wee-Man, Preston Lacy, Dave England en Ehren McGhehey, alias Danger Ehren) doen ook in deze film mee. Ze doen extreme stunts en halen de meest absurde grappen met elkaar uit. De film werd opgenomen in Los Angeles. Ook is de eerste film zonder Brandon DiCamillo die met de eerste twee films wel meedeed
Scènes die niet in de uiteindelijke film zijn gemonteerd worden gebruikt voor de film Jackass 3.5. Met de opnamen werd op 25 januari 2010 begonnen.

## Stunts
Voor het begin van de film is er een introductie van Beavis and Butt-head die de 3D-technologie achter de film uitleggen. Daarna volgt de openingsscène met de acteurs, die worden aangevallen door diverse objecten in slow-motion. Het accent ligt in de film op stunts die kracht bij worden gezet door veel slow motion en 3D-effecten. Meer scènes zijn opgenomen in de studio en minder op publiek terrein. Tijdens de introductie werd “The Kids Are Back” van Twisted Sister gebruikt.
1. High Five - Johnny Knoxville en Wee Man halen een grap met Ryan Dunn, Ehren McGhehey en Bam Margera uit terwijl ze door een deuropening lopen met een enorme veer belaste hand die ze neerhaalt.
2. The Jetski - Johnny Knoxville probeert met een jetski over een heg heen te springen.
3. Tee Ball - Steve-O wordt in zijn heilige gedeelte geraakt door een honkbal.
4. Bungie Boogie - Dave England, Bam Margera, Ehren McGhehey en Ryan Dunn schieten zichzelf in een zwembad terwijl ze op surfplanken, rolschaatsen, skateboards en kruiwagens rijden.
5. Rocky - Bam Margera gooit water en slaat Brandon Novak in het gezicht.
6. Beehive Tetherball - Dave England en Steve-O spelen tetherball tegen elkaar met een bijenkorf.
7. Jet Engine - Verschillende Jackass-leden vangen voetballen, serveren eten en urineren onder andere stunts voor een straalvliegtuigmotor.
8. Wee Lacy - Preston Lacy loopt een supermarkt binnen nadat hij een man op straat heeft gevraagd om op zijn hond te passen . Wee Man loopt de buurtwinkel uit met dezelfde kleren en loopt weg met de hond.
9. Roller Buffalo - Johnny Knoxville rolschaatst door een buffelboerderij.
10. Poocano -  De kont van Dave England bevindt zich in het midden van een miniatuurbos en schiet uitwerpselen omhoog die een vulkaan symboliseren.
11. Wee Bar Brawl - Wee Man heeft een bargevecht met andere personages van dezelfde grootte als hij, zoals gangsters, politieagenten en paramedici.
12. Blue Room 1 - Ryan Dunn loopt een bouwtoilet binnen en wordt bedekt met een blauwe geur zuiverende biocide.
13. The Fieldgoal - NFL speler Josh Brown trapt een rugbybal in het gezicht van Preston Lacy.
14. Super Mighty Glue - Bam Margera lijmt zijn handen op de borst van zijn vader Phil Margera en die van Preston Lacy en trekt hun borstharen eraf. Ryan Dunn plakt zijn kont op Phil's rug terwijl Bam's vastgelijmde hand Ryan's baard vasthoudt. Wee Man en Preston Lacy lijmen hun lichamen aan elkaar in een 69-positie.
15. Dildo Bazooka - Een dildo wordt uit een bazooka geschoten en in slow motion gefilmd.
16. Boom Boom Pow - Johnny Knoxville's opa-personage Irving Zisman heeft een openbare grap/dansmontage met andere castleden.
17. Scooter Shopping - Johnny Knoxville, nog steeds als Irving Zisman, is in een scooterwinkel met zijn kleinzoon (gespeeld door Jack Polick) en rijdt er een scooter door het raam van de winkel.
18. Pontius the Barbarian - De kin van Chris Pontius (verkleed als een barbaar) "vecht" tegen een schorpioenen.
19. Exercise Ball Sling Shot - Johnny Knoxville wordt geraakt door een oefenbal die door een katapult tegen zijn gezicht wordt geslingerd.
20. Sweatsuit Cocktail - Preston Lacy oefent terwijl hij bedekt is met een plasticzak die is verbonden met een buis die het zweet in een kopje giet. Als Preston klaar is, drinkt Steve-O de beker op.
21. The Christmas Tree - Johnny Knoxville en Jukka Hildén (van The Dudesons) klimmen in een hoge boom die wordt omgehakt door Jarppi Leppälä (ook van The Dudesons).
22. Pin The Tail on the Donkey - Ehren McGhehey probeert een staart op een echte ezel te prikken.
23. Rocky 2 - Bam Margera gooit water en slaat Preston Lacy in het gezicht.
24. The Blindside - NFL speler Jared Allen speelt rugby tegen Johnny Knoxville, Wee Man, Preston Lacy en Erik Ainge.
25. Will the Farter - Will "The Farter" Bakey laat scheten door een trompet en een feesttoeter. Later probeert hij Bam Margera's peuk op te roken met zijn reet. Daarna schiet hij een ballon lek uit Steve-O's reet met een dartpistool met zijn scheet.
26. Bad Dog - Een hond bijt Johnny Knoxville's reet.
27. Helicockter - Een afstand bedienbare helikopter is vastgebonden aan de penis van Chris Pontius die het vliegt.
28. Yo Novak - Bam Margera verrast Brandon Novak met een katapult in het gezicht.
29. Snake River Redemption - Ryan Dunn springt voor het eerst met een motorfiets over de rivier de Snake.
30. Apple of My Ass - Een varken eet een appel uit de reet van Preston Lacy.
31. Blue Room 2 - Dave England loopt een bouwtoilet binnen en wordt bedekt met een blauwe geur zuiverende biocide.
32. Duck Hunting - Andy Bell en Street Bike Tommy vallen op een opblaasbare watermat terwijl "eenden" Steve-O, Parks Bonifay en Ryan Dunn erop liggen, hoog in de lucht komen en in het water landen. Ondertussen schieten de andere leden met paintballgeweren op hen.
33. Shopping Cart Ski Jump - Ehren McGhehey rijdt in een dik pak op een omgebouwde winkelwagen met ski's een sneeuwheuvel af. Hij crasht tegen een hoopje sneeuw en vliegt over een plas water.
34. Really Bad Grandpa - Straatgrap waarbij Irving Zisman en zijn kleindochter (gespeeld door Angie Simms) op straat zoenen totdat zijn vrouw hem confronteert.
35. Rocky 3 - Bam Margera gooit water en slaat cameraman Rick Kosick in het gezicht.
36. The Ram Jam - Steve-O en Ryan Dunn bespelen koperblazers terwijl een mannelijk schaap hun ramt.
37. Buckethead Golf - Johnny Knoxville slaat een golfbal tegen de muur, waardoor hij terug stuitert en tegen zijn adamsappel komt.
38. Lamborghini Tooth Pull - De wiebeltand van Ehren McGhehey is vastgebonden aan de Lamborghini van Bam Margera terwijl hij wegrijdt.
39. Pissed On - Bam Margera plast stiekem op Preston Lacy, Steve-O, uitvoerend producent Trip Taylor, Wee Man, Ehren McGhehey, cameraman Lance Bangs en regisseur Jeff Tremaine.
40. Hotel Gorilla - Bam Margera's ouders April Margera en Phil Margera checken in hun hotelkamer in om een gorilla (Chris Pontius) en de trainer (Will Oldham) te vinden die hem proberen te kalmeren.
41. Soap Bubble - Wee Man likt een zeepbel die uit Will the Farter's reet is geblazen.
42. Invisible Man - Johnny Knoxville is camouflage-geschilderd om te passen bij de achtergrond van een tekening terwijl een stier op hem af komt.
43. Snake Pit - Bam Margera staat op het punt om Rocky 4 te doen op Jeff Tremaine (de regisseur), maar valt in een overdekte valkuil met rubberen slangen. De bemanning gooit later echte slangen in de put.
44. Penis Baseball - De penis van Chris Pontius zwaait als een honkbalknuppel en slaat een honkbal weg.
45. Poo Cocktail Supreme - Steve-O zit in een met schijt gevuld bouwtoilet dat is vastgehaakt aan twee hoge kranen met bungee-koorden waardoor het bouwtoilet op en neer vliegt.

In de afsluitende scène worden met explosies objecten op de personages afgevuurd. Na de explosies spoelen de personages weg door een vloedgolf op de set. Net als in de vorige Jackass-films sluit komediant Rip Taylor "officieel" af. Gedurende de aftiteling worden oude foto's en filmpjes getoond met muzikale begeleiding van Weezer met het nummer Memories, de officiële single van de film.

## Cast
De hele cast uit de vorige Jackass films is teruggekomen voor deze film

### Hoofdrollen
- Johnny Knoxville
- Bam Margera
- Ryan Dunn
- Steve-O
- Wee Man
- Preston Lacy
- Chris Pontius
- Danger Ehren
- Dave England

### Gastoptredens
- The Dudesons
- Loomis Fall
- Brandon Novak
- Rake Yohn
- April Margera, Phil Margera en Jess Margera
- Dierentrainers Manny Puig, David Weathers, Jason Deeringer en Jules Sylvester
- Skaters Tony Hawk, Eric Koston en Kerry Getz
- BMX'er Mat Hoffman
- Wakeboarder Parks Bonifay
- Rolstoelrugbyspeler Mark Zupan
- American-football spelers Erik Ainge, Jared Allen en Josh Brown
- Mike Judge (als de stemmen van Beavis en Butt-head)
- Will "The Farter" Bakey
- Zanger Will Oldham
- Van Nitro Circus; Andy Bell, Erik Roner en Street Bike Tommy
- Acteurs Seann William Scott, Edward Barbanell en Jack Polick
- Actrices Terra Jolé en Angie Simms
- Comedian Rip Taylor
- Van Weezer; zanger Rivers Cuomo, gitarist en keyboardist Brian Bell en basgitarist Scott Shriner

### Crewleden die in beeld verschenen
- Regisseur, producent en schrijver Jeff Tremaine
- Producent en schrijver Spike Jonze
- Co-producent, fotograaf en schrijver Sean Cliver
- Cameramannen Dimitry Elyashkevich, Lance Bangs, Rick Kosick en Greg "Guch" Iguchi
- Uitvoerend producent Trip Taylor
- Geassocieerd producent Greg Wolf
- Set decorateur Mike Kassak
- Artdirector en productiedesigners J.P. Blackmon en Seth Meisterman

Dit is de eerste Jackass film waar Brandon DiCamillo niet in verschijnt. Raab Himself verschijnt ook niet in deze film omdat hij net nuchter was en niet wilde terugvallen.

## Blessures
Johnny Knoxville kreeg een hersenschudding tijdens de "Invisible Man". Ook brak hij zijn sleutelbeen na de "Christmas Tree". Hij verloor ook een tand in de eindigende scène. Ehren McGhehey brak zijn nek 2 keer tijdens de filmopnames. Ook brak hij zijn gezicht tot zijn rechter oogbal na de "Lamborghini Tooth Pull". Preston Lacy kreeg 3 hersenschuddingen in 1 filmdag. Loomis Fall brak zijn hand en sleutelbeen tijdens de "Jet Engine". Ryan Dunn scheurde zijn knieband tijden de "Duck Hunting". Steve-O kreeg tweedegraads brandwonden na de "Flaming Gauntlet", die te zien is in Jackass 3.5. Bam Margera brak zijn schouder in een scène die ook te zien is in Jackass 3.5. Brandon Novak brak al zijn linker ribben op 1 na en kreeg een hersenschudding tijdens "Doo Doo Falls" (ook te zien in Jackass 3.5).

## Trivia
- Jackass 3D is de Jackass film met de hoogste kaartenverkoop.
- Dit is de eerste Jackass film die niet in het buitenland gefilmd is.
- De "Helicockter" scène was gebruikt als pitch om de film gefinancierd te krijgen.
- Bam Margera dronk tot 13 grote glazen water om zich klaar te maken voor de scènes waarbij hij op leden van de cast en crew pist.
- De "Rocky" met cameraman Rick Kosick was gepland om niet in de film voor te komen. Het verscheen echter toch wel in de film nadat hij ermee instemde om door een dildo van een bazooka tegen zijn gezicht geschoten te worden.
- Johnny Knoxville's dochter Madison en zoon Rocko zijn allebei te zien in de aftiteling van deze film.
- Johnny Knoxville voert de meeste stunts uit in deze film. Chris Pontius voert de minste stunts uit aangezien hij er meer voor de humor en komedie is.
- Brandon Novak bood zich vrijwillig aan voor de "Lamborghini Tooth Pull" stunt in de hoop gratis pijnmedicatie zou krijgen. Hij zat echter in de gevangenis toen deze scène gefilmd werd.
- Dit is de laatste Jackass film met een gastoptreden komiek Rip Taylor. Hij overleed op 6 oktober 2019.

## Jackass 3.5
Jackass 3.5 was uitgebracht op 1 april 2011 in de Verenigde Staten en op 22 juni 2011 in Nederland. De film bestaat uit scènes die gefilmd waren voor Jackass 3D maar niet in de film werden vertoond en interviews met de cast en filmcrewleden.
De film begint met de cast die door Madrid rent tijdens de 2010 MTV Europe Music Awards. Met name was Steve-O niet aanwezig omdat hij net nuchter was en niet wilde terugvallen. De intro eindigt met de hele cast op een podium en Johnny Knoxville die zijn klassieke opener zegt.
Toegevoegde scènes:
1. Alligator Snapping Turtle - Steve-O wordt op zijn reet gebeten door een alligatorschildpad.
2. Fat Fuck Fall Down - Bam Margera hangt aan een tak van een hoge boom terwijl hij in bubbelplastic gewikkeld is. Hij spreidt zijn benen en laat de tak lost waardoor hij met zijn kruis op een lagere tak valt in de sneeuw.
3. Barrel Surfing - Chris Pontius, Steve-O, Bam Margera en Ryan Dunn gaan om de beurt surfen op tonnen bergafwaarts.
4. Chair Kick - Bam Margera trapt de achterpoot van de stoel waar Ryan Dunn opzit. Cameraman en coproducent Dimitry Elyashkevich doet later hetzelfde tegen Bam.
5. Snapping Turtle On A Stick - Johnny Knoxville heeft een bijtschildpad aan een peddel vastgebonden. Hij probeert om de bijtschildpad Ehren McGhehey te laten bijten.
6. Ghetto Defibrillators - Ryan Dunn en Bam Margera maken Ehren McGhehey wakker door hem de elektrocuteren met defibrillatoren.
7. Fight - Ehren McGhehey probeert om Bam Margera terug te pakken, maar het gaat niet volgens plan en ze vechten tegen elkaar
8. Miniature Cannon - Johnny Knoxville schiet een minicanon af tegen Loomis Fall en Ehren McGhehey.
9. Slip 'N' Bowl - Street Bike Tommy is verkleed als bowlingbal die van een glijbaan naar beneden glijdt, terwijl de rest van de cast (behalve Johnny Knoxville), verkleed als bowlingkegels in zijn weg staan. Knoxville vliegt vervolgens een speelgoedhelikopter met paintballgeweren boven hun waarmee ze beschoten worden.
10. Rocket Ass - Bam Margera wordt op zijn reet getroffen door een dildo raket.
11. Magna-Goggles - De jongens proberen verschillende stunts met verrekijkers zoals het hameren van een spijker, een rugbybal proberen te vangen en het rennen op stoelen.
12. Snow Tubing - De jongens doen verschillende stunts in de sneeuw met The Dudesons.
13. Doo Doo Falls - Brandon Novak gaat van een helling op een toilet.
14. The Blowback - Ryan Dunn en Bam Margera houden een lange stok aan ieder eind vast. Ze rennen vervolgens tegen een paal. Dunn doet dit later opnieuw met Johnny Knoxville.
15. Kissing Booth - Preston Lacy wordt op zijn hoofd geraakt met een bal vastgebonden aan bungeetouw door rolstoelrugbyspeler Mark Zupan.
16. Tennis Balls - Johnny Knoxville gooit een tennisbal tegen Wee Man's ballen van achteren in slow motion.
17. Paint Balloons - Dave England wordt geraakt door ballonnen gevuld met verf in slow motion.
18. Going Fishing - Johnny Knoxville slaat Ehren McGhehey op zijn hoofd en lul met een vis in slow motion.
19. Drywall Drop In - Bam Margera skatet van een helling door 4 gipsplaten.
20. Bareback Base Jump - Dave England springt van een sprintende paard met een parachute.
21. Tennis Ball Nut Shot - Bam Margera slaat een tennisbal met een tennisracket tegen Ryan Dunn's ballen.
22. Bombs Away - De jongen mixen cola met pepermunt. Ze gooien de flessen op de grond waardoor ze ontploffen en elke kant op vliegen.
23. Invisible Wee - Wee Man laat Brandon Novak schrikken terwijl hij gecamoufleerd geverfd is in de gang. Ryan Dunn elektrocuteert Wee Man vervolgens met een veedrijver.
24. Rat Zapper - Steve-O's ballen worden geëlektrocuteerd door een elektrische rattenval.
25. Belt Sander Skates - Brandon Novak probeert te rolschaatsen met elekstrische schuurpapier.
26. Fat Kathy - Producent Spike Jonze is verkleed als een oude vrouw genaamd Kathy. Hij haalt grappen uit met nietsvermoedende mensen op straat.
27. Double Flying Head Kick - Bam Margera trapt Dave England tegen zijn schouder met twee voeten. Dave trapt Bam vervolgens tegen zijn hoofd met twee voeten.
28. Enema Long Jump - Ehren McGhehey, Chris Pontius, Steve-O en Dave England brengen ieder twee klysma's in. Ze gaan vervolgens verspringen.
29. Treadmill Shit Show - De jongens voeren verschillende stunts uit met loopbanden.
30. Human Cheetah - Wee Man wordt beschoten met paintballs waardoor hij op een luipaard lijkt.
31. Winter Fat Fucks - Bam Margera, Dave England, Ryan Dunn en Erik Roner voeren stunts uit in de sneeuw terwijl ze verkleed zijn als dikzakken.
32. Woodpecker - Een specht pikt tegen Chris Pontius' pik.
33. The Yoga Ball - Wee Man gaat in een stierring terwijl hij een yogabal vasthoudt. Een stier wordt vervolgens vrijgelaten en rent tegen de yogabal.
34. Flaming Gauntlet - Steve-O loopt op een evenwichtsbalk boven vuur terwijl zandzakken die in de fik staan naar hem zwaaien.
35. Dildo Bazooka - Brandon Novak wordt op zijn reet getroffen door een dildo die uit een bazooka wordt geschoten.
36. Flying Nut High Five - Ryan Dunn en Bam Margera proberen om hun ballen tegen elkaar de slaan als ze tegen elkaar springen.
37. Moto Base Jump - Dave England en motorcrossrijder Andy Bell van Nitro Circus parachutespringen van een motor in de lucht in het water.
38. Ball Way - Wee Man, Chris Pontius, Ehren McGhehey, Bam Margera, Mike Kassak en Dave England surfen op ballen in een gangpad.
39. Electric Limbo - Johnny Knoxville, Wee Man, Dave England, Ehren McGhehey en Loomis Fall gaan limbodansen onder een limbostok die onder stroom staat. Steve-O likt de stok later.
40. Penis Costume - Chris Pontius doet verschillende stunts met zijn lul die verkleed is als muis, onder andere het in een rattenval stoppen.
41. Triple Train Horn - Johnny Knoxville laat Priya Swaminathan schrikken met een verstopte driedubbele trein horn in haar kantoor.
42. Changed Sunscreen - Bam Margera en Ryan Dunn gieten paardensperma in de crème van Johnny Knoxville, die het vervolgens maandenlang nietsvermoedend gebruikt.
43. Fart Darts - Will the Farter schiet dartpijlen richting Steve-O's gezicht uit zijn reet met een dartpistool.
44. Basketbal Nut Shots - De jongens gooien basketballen tegen elkaars geslachtsdelen van een verre afstand of met een trucje.

### Cast
- Johnny Knoxville
- Bam Margera
- Steve-O
- Ryan Dunn
- Dave England
- Ehren McGhehey
- Wee Man
- Chris Pontius
- Preston Lacy

### Gastoptredens
- The Dudesons
- Brandon Novak
- Rake Yohn
- April Margera, Phil Margera en Jess Margera
- Kerry Getz
- Loomis Fall
- Mike Kassak
- Dave Carnie
- Mat Hoffman
- Manny Puig
- David Weathers
- Street Bike Tommy, Erik Roner en Andy Bell van Nitro Circus
- Parks Bonifay
- Will "The Farter" Bakey
- Rob Dyrdek
- Gary Leffew, Judd Leffew en Brett Leffew
- Mark Zupan
- Eddie Barbanell
- Jesse Merlin
- Jimmy Kimmel
- Jack Polick
- Half Pint Brawlers

### Crewleden die in beeld verschijnen
- Regisseur en producent Jeff Tremaine
- Producent Spike Jonze
- Coproducent en fotograaf Sean Cliver
- Uitvoerend producent Trip Taylor
- Cameramannen Dimitry Elyashkevich, Rick Kosick, Lance Bangs en Greg "Guch" Iguchi
- Geassocieerd producent Greg Wolf
- Microfoongiekoperateur Seamus Frawley
- Productiedesigner J.P. Blackmon
- Art directeur Seth Meisterman

### Trivia
- Dit is de laatste Jackass film met Ryan Dunn. Hij overleed op 20 juni 2011.
- Dit is ook de laatste Jackass film waarin Bam Margera een hoofdrol heeft.
- De intro was gefilmd tijdens de 2010 MTV Europe Video Music Awards in Madrid, Spanje.
- Steve-O was niet te zien in de intro, omdat hij net nuchter was en niet wilde terugvallen.
- Bam Margera gaf $10,000 van zijn eigen geld uit om paardensperma te kopen om een grap met Johnny Knoxville uit te halen.
- Bam Margera voert de meeste stunts uit in de film. Preston Lacy voert de minste stunts uit.